# Hans Sommer
Hans Sommer, właśc. Hans Friedrich August Zincke (ur. 20 lipca 1837 w Brunszwiku, zm. 26 kwietnia 1922 tamże) – niemiecki kompozytor.

## Życiorys
Ukończył studia matematyczne na uniwersytecie w Getyndze (1858). Od 1859 do 1884 roku wykładał na wydziale matematycznym Technische Hochschule w Brunszwiku, w latach 1875–1881 pełnił funkcję rektora tej uczelni. Muzyki uczył się w Berlinie u Adolfa Bernharda Marxa. Po 1883 roku zrezygnował z pracy naukowej, poświęcając się wyłącznie muzyce. W 1884 roku odwiedził w Weimarze Ferenca Liszta, poznał też Roberta Eitnera (1885) i Richarda Straussa (1888). Był współzałożycielem powstałego w 1898 roku Genossenschaft Deutscher Komponisten, w 1903 roku przekształconego w Genossenschaft Deutscher Tonsetzer.
Zasłynął przede wszystkim jako autor oper opartych często na tematyce baśniowej, utrzymanych w pogodnym klimacie. Jako libretta wykorzystywał teksty takich poetów jak Theodor Körner i Hans von Wolzogen.

## Wybrane kompozycje
(na podstawie materiałów źródłowych)

### Utwory kameralne
- Kwartet fortepianowy g-moll (1865)

### Opery
- Der Nachtwächter (wyst. Brunszwik 1865)
- Der Vetter aus Bremen (1865, niewystawiona)
- Loreley (wyst. Brunszwik 1891)
- Saint Foix (wyst. Monachium 1894)
- Der Meermann (wyst. Weimar 1896)
- Augustin (1898, niewystawiona)
- Münchhausen (1898, niewystawiona)
- Rübezahl und der Sackpfeifer von Neisse (wyst. Brunszwik 1904)
- Riquet mit dem Schopf (wyst. Brunszwik 1907)
- Der Waldschratt (wyst. Brunszwik 1912)